# قله بام
قله بام (به لاتین: Pik BAM) یک کوه در روسیه است که در سرزمین زابایکالسکی واقع شده‌است. قله بام ۳٬۰۷۲ متر بالاتر از سطح دریا واقع شده‌است.